# Parafia św. Jana Chrzciciela w Ostrowcach
Parafia świętego Jana Chrzciciela w Ostrowcach – parafia rzymskokatolicka, znajdująca się w diecezji kieleckiej, w dekanacie nowokorczyńskim.